# Bronckhorststraat 11–37

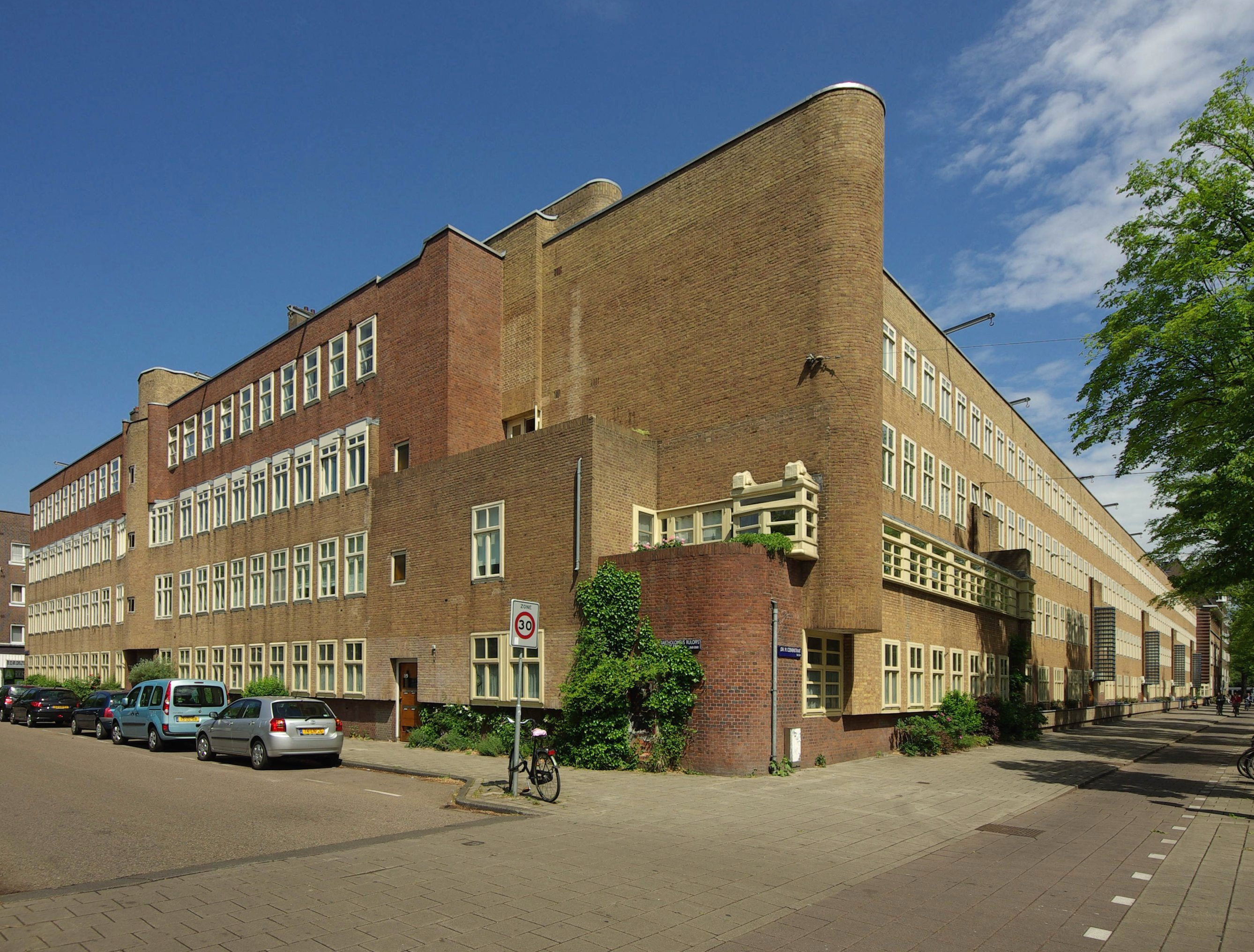
Ecke Bartholomeus Ruloffsstraat / Joh.M. Coenenstraat, 2011

Das Wohnhaus Bronckhorststraat 11–37, Bartholomeus Ruloffsstraat 15–19, Joh.M. Coenenstraat 8–26 im Amsterdamer Stadtviertel Oud-Zuid wurde 1922 bis 1924 nach Entwürfen des niederländischen Architekten Jan Frederik Staal (1879–1940) erbaut. Das vierstöckige, auf einem U-förmigen Grundriss um einen Innenhof errichtete Gebäude entstand im Zuge der seit 1917 realisierten Stadterweiterung Plan Zuid. Es gilt als vorbildliches Werk der expressionistischen Amsterdamer Schule und steht, wie das benachbarte Huize Lydia, seit 1996 als Rijksmonument unter Denkmalschutz.
Für die Betonkonstruktion des mit Backsteinen in zwei verschiedenen Brauntönen verkleideten Wohnblocks an der Bronckhorststraat war der Ingenieur J. H. Struebe verantwortlich. Von den vielen Details der von Architekt Staal gestalteten Fassade fallen vor allem die blockförmigen Sprossenfenster der Treppenhäuser an der Joh.M. Coenenstraat sowie die hervorstehende Mauerfläche an der Ecke zur Bartholomeus Ruloffsstraat auf. Bauherr war die von Gemeinde- und Staatsbeamten gegründete Wohnungsbaugenossenschaft Samenleving, die insgesamt sieben Häuserblöcke südlich des Roelof Hartplein errichtete, darunter den Harmoniehof (1920–1923) und Het Nieuwe Huis (1927–1928).

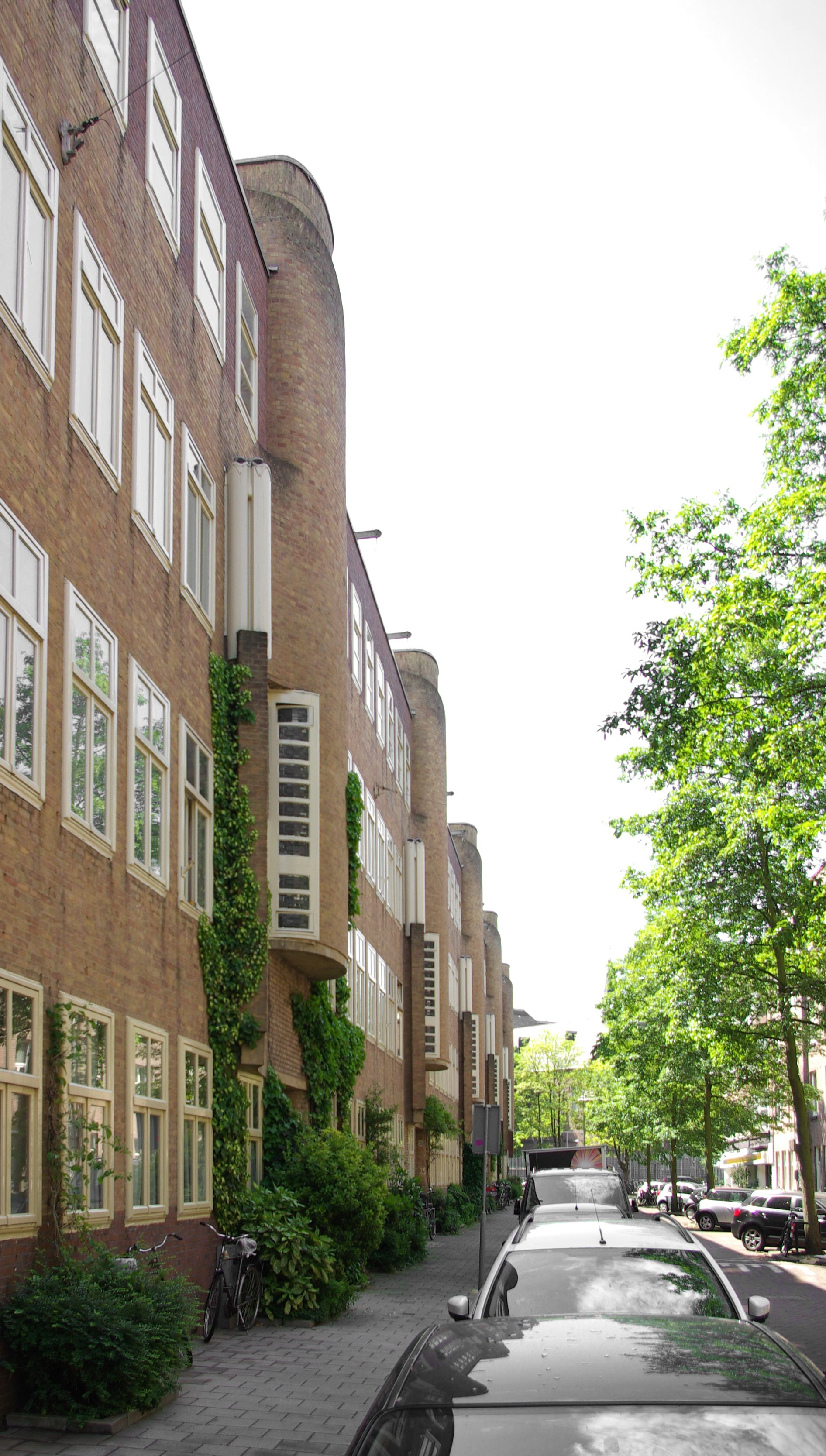
Fassade in der Bronckhorststraat, 2011
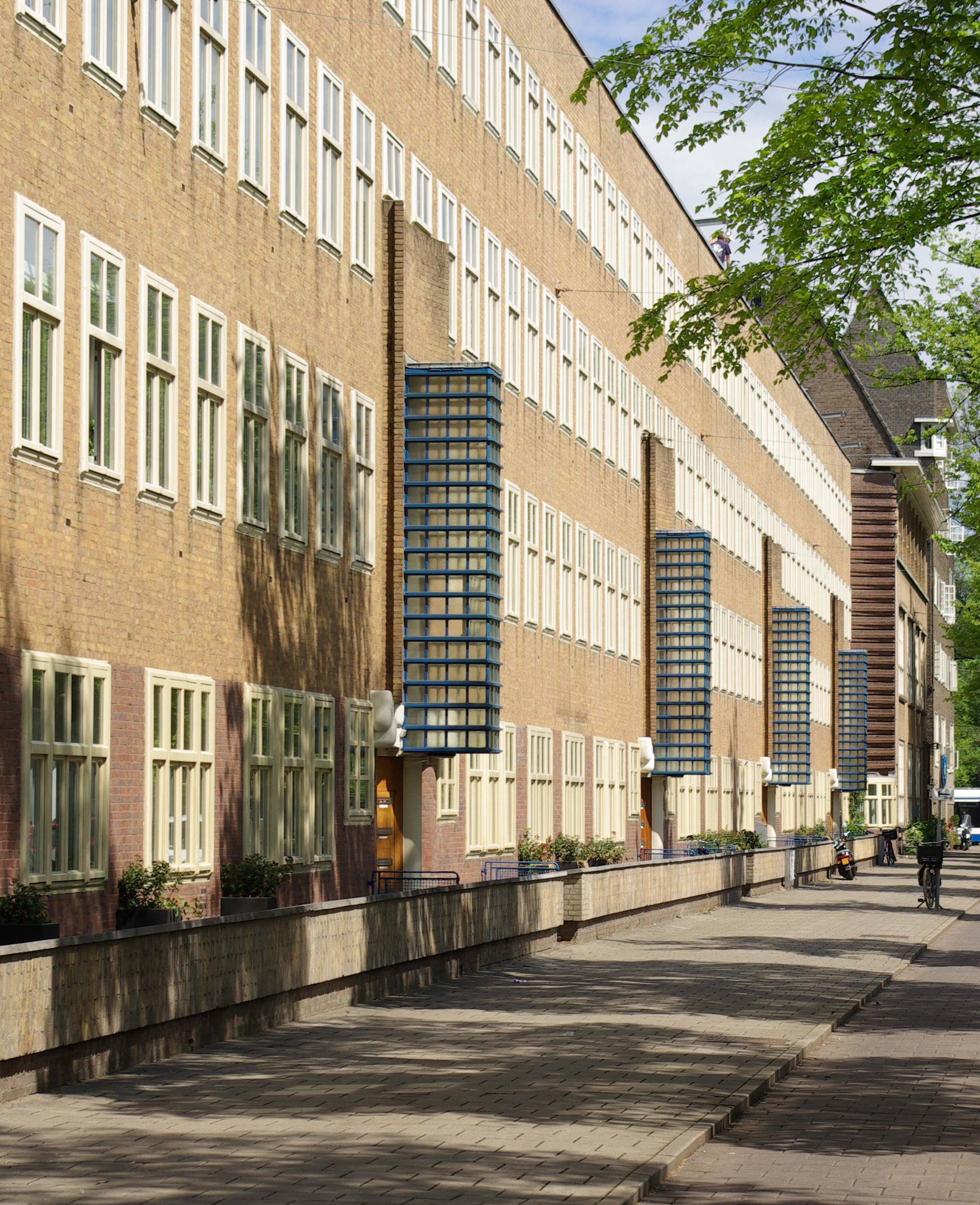
Fassade in der Joh.M. Coenenstraat, 2011